# Северный (Амурская область)
Северный — упразднённый посёлок в Мазановском районе Амурской области России. Исключен из учётных данных в 1978 году.

## География
Располагался в истоке безымянного притока реки Малые Будаки, приблизительно в 9 км, по прямой, к северо-востоку от поселка Ивановский.

## История
Возник как посёлок старателей одноимённого золотоносного прииска.
Решением Амурского исполкома от 17 мая 1978 года № 222, посёлок Северный исключен из учётных данных как несуществующее.